# Appel de procédure à distance

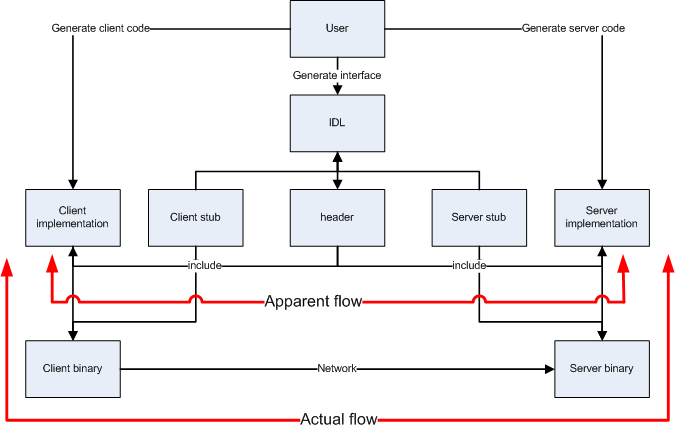
Vue d'ensemble d'un système RPC

En informatique et en télécommunication, l'appel de procédure à distance souvent abrégé RPC (Remote Procedure Call) est un protocole réseau permettant de faire des appels de procédures sur un ordinateur distant à l'aide d'un serveur d'applications. Ce protocole est utilisé dans le modèle client-serveur pour assurer la communication entre le client, le serveur et d’éventuels intermédiaires.
Ce système est également utilisé pour la conception des micro-noyaux.

## Histoire et origines
L'idée de l'appel de procédure à distance date d'au moins 1976, quand il a été décrit dans le RFC 707. Une des premières utilisations commerciales d'appel de procédure à distance a été faite par la firme Xerox sous le nom de Courier en 1981. La première implantation populaire d'appel de procédure à distance sur Unix était celle de Sun (maintenant appelée ONC RPC), utilisée comme la base pour NFS (Network File System).

## Passage de messages
Un appel de procédure à distance est initié par le client qui envoie un message de requête à un serveur distant connu pour exécuter une procédure spécifique avec des paramètres spécifiques. Le serveur distant envoie une réponse au client puis l'application continue son déroulement. Il y a beaucoup de variations et subtilités dans diverses implémentations, donnant lieu à différents protocoles d'appels de procédure à distance (incompatibles). Pendant que le serveur traite l'appel, le client est bloqué (il attend que le serveur ait terminé son traitement sur les données).
Une différence importante entre appels de procédures à distance et appels locaux est que les appels à distance peuvent échouer à cause de problèmes de réseau imprévisibles. Aussi, les appelants doivent en général gérer ces échecs sans savoir si la procédure à distance a été effectivement invoquée. Les procédures idempotentes (c’est-à-dire qui n'ont pas d'effet additionnel si elles sont appelées plus d'une fois) sont gérées facilement, mais il y a beaucoup de difficultés restantes, qui font que le code d’appel de procédures distantes est souvent confiné à des sous-systèmes de bas niveau écrits soigneusement.

## Secure RPC
Secure RPC protège les appels de procédure à distance par un mécanisme d'authentification. Le mécanisme de Diffie-Hellman est utilisé pour authentifier l’hôte et l'utilisateur auteurs de la requête. Le mécanisme d’authentification utilise le Data Encryption Standard (DES). NFS, NIS et NIS+ sont des exemples d'applications utilisant Secure RPC.